# Emmanuelle 4
Emmanuelle 4 ist ein französisches Erotik-Filmdrama aus dem Jahr 1984 von Francis Leroi (auch Francis Giacobetti). Der Streifen ist der vierte Teil der offiziell autorisierten Emmanuelle-Verfilmungen über die von Emmanuelle Arsan erschaffene Figur. Die Titelheldin wird von Sylvia Kristel dargestellt, die „neue“ Emmanuelle von Mia Nygren.

## Handlung
Sylvia befindet sich auf der Flucht vor ihrem früheren Liebhaber Marc, den sie eigentlich nie wieder sehen und vergessen wollte. Als er sie auf einer Party in Los Angeles doch wieder aufspürt, entschließt sie sich, nach São Paulo zu reisen, um dort ihr Aussehen mit Hilfe der plastischen Chirurgie komplett verändern zu lassen. Nach gelungener Operation nennt sie sich Emmanuelle und reist zusammen mit ihrer Psychotherapeutin Donna durch Südamerika, wo sie sich auf allerlei erotische Abenteuer einlässt. Schlussendlich kehrt sie doch wieder zu Marc zurück, der nicht weiß, dass sie es ist, und lässt sich erneut mit ihm ein.

## Hintergrund
- Der Film ist der erste der offiziellen Emmanuelle-Filme, der in der ungeschnittenen Fassung Hardcore-Szenen sowie eine Zoophilie-Szene mit einer Schlange enthält.
- Emmanuelle 4 entstand 1983 und hatte in Frankreich am 15. Februar 1984 Premiere.[1] In der Bundesrepublik Deutschland wurde der Film erstmals am 13. April 1984 aufgeführt.[2]

## Kritiken
Für das Lexikon des internationalen Films war Emmanuelle 4 „Eine Lustreise durch Südamerika, deren immergleiche Bilder die Frau als Ware für Voyeure feilbieten.“